# Герб Славути
Герб Славути — герб міста Славута Хмельницької області.
Сучасний герб Славути (автор — В.Садихян) затверджений 17 вересня 1993 р. рішенням №6 сесії міської ради..

## Опис
На золотому полі з чотирма лазуровими нитяними хвилястими поясами - сосна і чорний арабський кінь, що йде в правий бік; в главі щита - назва міста; у лазуровій базі червоно-чорне стилізоване залізничне колесо між двома зеленими лавровими гілками. 
Сосна символізує ліси, серед яких розташоване місто; кінь нагадує про кінний завод, що був споруджений князями Сангушками i славився чистопородними арабськими конями; хвиляста лінія символізує ріку Горинь.

## Історичний герб

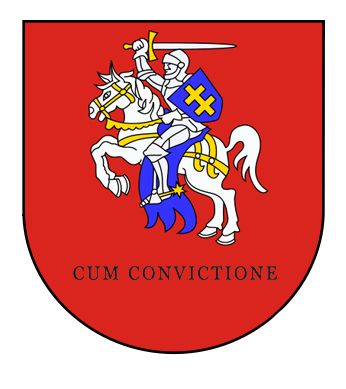
Історичний герб

У XVIII став гербом Славути став родовий символ князів Санґушків - "Погоня", в супроводі девізу "З переконанням".

## Радянська емблема

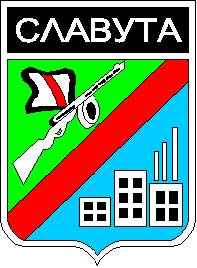
Емблема 1971 року

У 1965 році був виготовлений значок, що став прототипом емблеми, затвердженої у 1971 році. На ньому зображені партизанська шапка і автомат ППШ, що символізували партизанський рух, силуети промислових будівель як символ індустріального потенціалу Славути.

## Герб 1993 року
У 1993 році затверджено сучасний герб міста (зміни — 2009 рік). Складається з трьох частин. У центрі — зображення коня (він є на гербі князів Санґушків, а також в князівські часи в Славуті розміщувався знаменитий конезавод). Зображення сосни символізує ліси, що оточують місто, хвилясті голубі лінії — річки, що протікають Славутою, лавровий вінок і напівкруг — промисловість, якою славиться місто.